# 2014年スロバキア大統領選挙
2014年スロバキア大統領選挙（2014ねんスロバキアだいとうりょうせんきょ、スロバキア語: Slovenské prezidentské voľby v roku, 2014）は、中欧に位置するスロバキアの元首である大統領を選出するために行われた選挙である。2014年3月15日（第1回投票）と同月30日（決選投票）が行われた。

## 概要
イヴァン・ガシュパロヴィッチ大統領の任期5年が満了することに伴って実施された選挙である。国民による直接選挙となってから2回目の選挙となった今回、堅調な経済成長が見込まれ、国民の生活に対する不満も小さい中で行われたため、明確な争点を欠く選挙となった。

## 選挙制度
- 選挙権：18歳以上のスロバキア市民（選挙法規定による）
- 被選挙権：40歳以上のスロバキア市民（憲法規定による）
- 任期：5年
- 再任制限：あり（1回のみ再選可能）
- 選挙方法：国民による直接選挙。第1回投票で過半数を得た候補者がいない場合、上位2名による決選投票を実施。決選投票では最多得票を得た候補が当選。

出典：“大統領選挙 - 1999年以降(現行)” (2013年4月10日). 2014年4月13日閲覧。

## 選挙結果
3月15日の第1回投票では、ロベルト・フィツォ（現首相）が首位に、富豪出身の慈善活動家であるアンドレイ・キスカが2位となった。第1回投票における上位2候補であったフィツォとキスカで争われた同月30日の決選投票では、キスカがフィツォを抑えて当選を果たした。
|                        | 第1回投票 | 第2回投票 |
| ---------------------- | --------- | --------- |
| 登録有権者数           | 4,409,793 | 4,406,261 |
| 発行された投票用紙枚数 | 1,914,021 | 2,224,382 |
| 投票数                 | 1,913,369 | 2,223,812 |
| 有効投票数             | 1,899,332 | 2,200,906 |
| 投票率                 | 43.40     | 50.48     |

出典：“Súhrnné výsledky hlasovania vo voľbe prezidenta Slovenskej republiky podľa obvodov a za Slovenskú republiku”.   統計局 (2014年3月17日). 2014年4月13日閲覧。“（決選投票）Súhrnné výsledky hlasovania vo voľbe prezidenta Slovenskej republiky podľa obvodov a za Slovenskú republiku”.   統計局 (2014年3月30日). 2014年4月13日閲覧。
| 候補者名（職業）                       | 党派（政治立場）              | 第1回投票 | 第1回投票 | 第2回投票 | 第2回投票 | 当落 |
| 候補者名（職業）                       | 党派（政治立場）              | 得票数    | 得票率    | 得票数    | 得票率    | 当落 |
| -------------------------------------- | ----------------------------- | --------- | --------- | --------- | --------- | ---- |
| ロベルト・フィツォ（首相）             | SMER-SD（中道左派）           | 531,919   | 28.00     | 893,841   | 40.61     |      |
| アンドレイ・キスカ（慈善活動家）       | 無所属（中道右派）            | 455,996   | 24.00     | 1,307,065 | 59.38     | 当選 |
| ラドスラフ・プロハツーカ（国会議員）   | 無所属（中道右派）            | 403,548   | 21.24     |           |           |      |
| ミラン・クニャシュコ（俳優、元文化相） | 無所属（中道右派）            | 244,401   | 12.86     |           |           |      |
| ジュラ・バールドシュ（元国会議員）     | SMK（ハンガリー系、中道右派） | 97,035    | 5.10      |           |           |      |
| パヴォル・フロショウスキー（国会議員） | KDH（中道右派）               | 63,298    | 3.33      |           |           |      |
| ヘレナ・メザンスカー（国会議員）       | OlaNO（右派）                 | 45,180    | 2.37      |           |           |      |

出典：“Počet a podiel platných hlasov odovzdaných pre jednotlivých kandidátov na prezidenta Slovenskej republiky za Slovenskú republiku”.   統計局 (2014年3月17日). 2013年10月21日閲覧。“（決選投票）Počet a podiel platných hlasov odovzdaných pre jednotlivých kandidátov na prezidenta Slovenskej republiky za Slovenskú republiku” (2014年3月30日). 2014年4月13日閲覧。候補者の職業および党派・政治的立場については、“在スロバキア日本国大使館　政治・経済月報（2013年3月）” (PDF).  日本外務省 (2014年4月). 2014年4月13日閲覧。
凡例：SMER-SD＝方向・社会民主主義、SMK＝ハンガリー人連立党、KDH＝キリスト教民主運動、OlaNO＝普通の人々と無所属の個人